# Helmut Newton
Helmut Newton, nascido Helmut Neustädter (Berlim, 31 de outubro de 1920 — Los Angeles, 23 de janeiro de 2004) foi um fotógrafo de moda alemão, naturalizado australiano, conhecido por seus estudos de nus femininos.

## Biografia

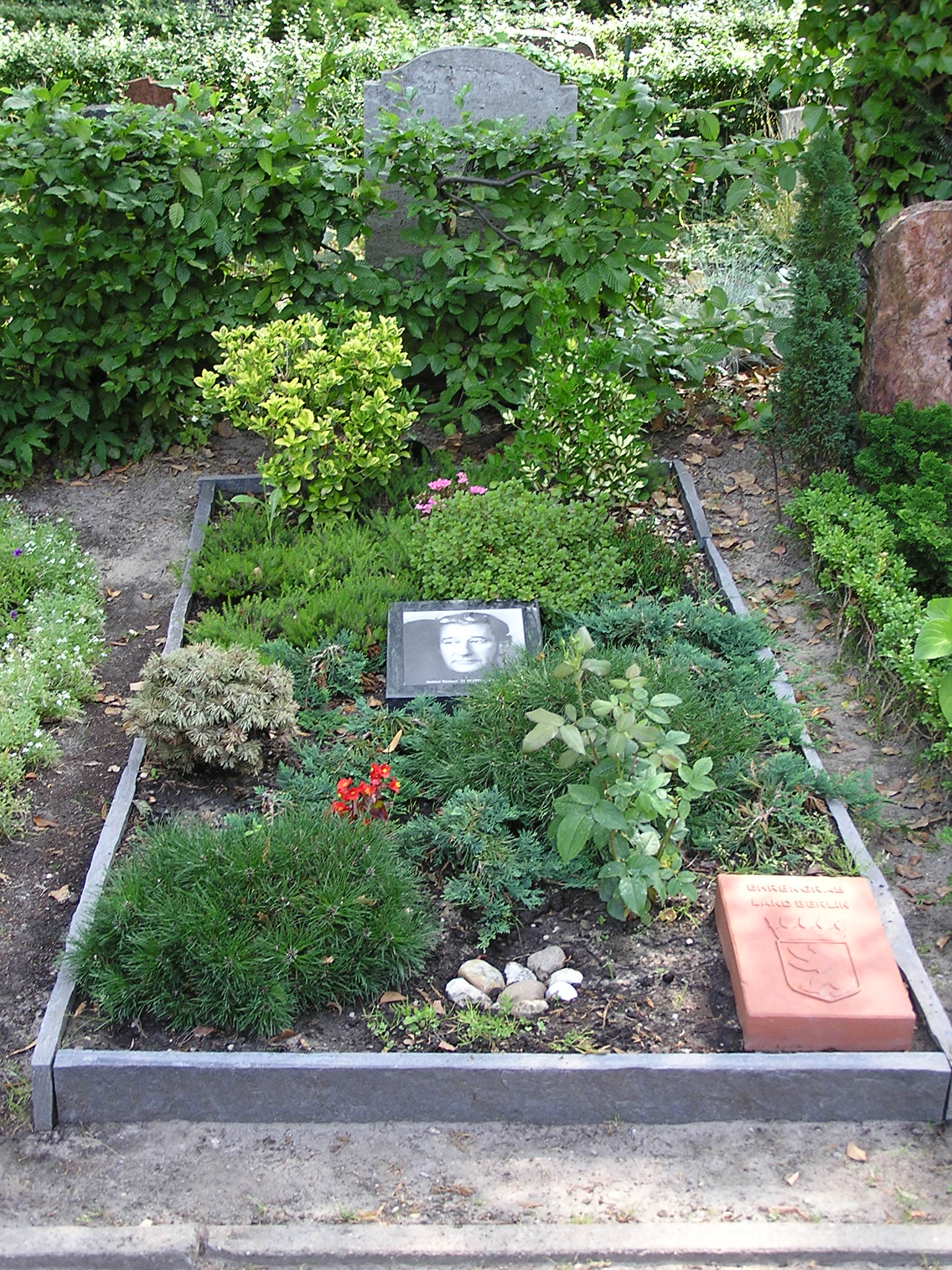
Sepultura de Helmut Newton.

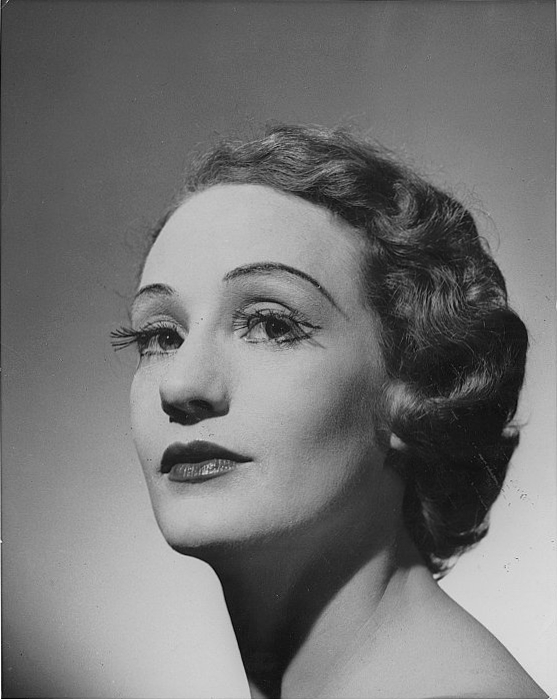
Helmut Newton, Retrato de Laurel Martyn, 1952.

Filho de um fabricante de botões judeu-alemão e de uma americana, desde muito jovem interessou-se por fotografia, tendo trabalhado para a fotógrafa alemã Yva (Else Neulander Simon).
Fugiu da Alemanha em 1938 para escapar à perseguição nazista aos judeus; trabalhou por algum tempo em Singapura, como fotógrafo da Straits Times, antes de se estabelecer em Melbourne, Austrália.
Ao chegar à Austrália, ficou internado em um campo de concentração, assim como muitos outros "estrangeiros inimigos". Posteriormente serviu ao exército australiano como motorista de caminhão, durante a Segunda Guerra Mundial.
Em 1946 instalou um estúdio fotográfico no qual trabalhou principalmente com moda, nos afluentes anos pós-guerra. Pouco tempo depois tornou-se cidadão australiano.
Nos anos seguintes viveu em Londres e Paris, e trabalhou para a Vogue francesa.
Criou um estilo muito particular de fotografia, marcado pelo erotismo, frequentemente com alusões sado-masoquistas e fetichistas. Sua notoriedade aumentou nos anos 1980 com a série "Big Nudes".
Passou os últimos anos de sua vida em Monte Carlo e Los Angeles. Morreu em um acidente de automóvel na Califórnia. Suas cinzas foram enterradas no Friedhof Schöneberg III em Berlim, Alemanha.

## Obras
- Autobiographie. - Munique: Goldmann, 2005. - ISBN 3-442-15290-9
- Big Nudes. - Munique: Schirmer/Mosel, 2004. - ISBN 3-8296-0139-5
- Helmut Newton's illustrated. - Munique: Schirmer/Mosel, 2000. - ISBN 3-88814-613-5
  - Vol. 1. Sex and Power
  - Vol. 2. Pictures from an exhibition
  - Vol. 3. I was here
  - Vol. 4. Dr. Phantasme
- Pola Woman. - Munique: Schirmer/Mosel, 2000. - ISBN 3-88814-749-2
- Portraits: Bilder aus Europa und Amerika. - Munique: Schirmer/Mosel, 2004. - ISBN 3-8296-0146-8
- Private Property. - Munique: Schirmer/Mosel, 1989. - ISBN 3-88814-340-3
- Sleepless nights. - Munique: Schirmer/Mosel, 1991. - ISBN 3-88814-421-3
- Welt ohne Männer. - Schirmer/Mosel, 1993. - ISBN 3-88814-130-3
- White women. - Munique Schirmer/Mosel, 1992. - ISBN 3-88814-281-4
- Playboy's Helmut Newton. - Chronicle Books, Agosto de 2005. - ISBN 0-81185-065-X